# BRAND-NEW MENU
「BRAND-NEW MENU」（ブラン・ニュー・メニュー）は、1985年11月21日に発売されたPSY・Sの2枚目のシングル。12インチシングルで発売。

## 解説
「BRAND-NEW MENU」は、SEIKO「ALBA」CMソングに使用された。
「WAKE UP」は、国際青年年のテーマ曲としても使用された。後に『PSY・S Presents "Collection"』に、目覚ましのSEなどが異なる“A Short Version”で収録。本作のヴァージョンは、1998年にCD選書『Brand-New Menu+Another Diary』にて初CD化された。
「DESERT」は『Different View』からのリカット。

## 収録曲
- 全作編曲：松浦雅也

### SIDE A
1. BRAND-NEW MENU  –  (3:49)
作詞：佐伯健三

### SIDE B
1. WAKE UP  –  (4:17)
作詞：安則まみ
2. DESERT  –  (3:20)
作詞：高橋修 · 安則まみ